# Ван Харен, Элма
Элма ван Харен, собственно Элеонора Мария ван Харен (нидерл.  Elma van Haren, Eleonora Maria van Haren, 29 августа 1954, Розендаль, Северный Брабант) – нидерландская поэтесса.

## Биография
Училась в художественной академии в Хертогенбосе. За дебютную книгу стихов получила премию Дня поэзии в Роттердаме. Автор нескольких стихотворных книг для детей. Живет в Амстердаме, ведет частную студию литературного мастерства.

## Произведения
- De reis naar het welkom geheten, De Harmonie, Amsterdam 1988
- De Wankel, De Harmonie, Amsterdam 1989
- Het schuinvallend oog, De Harmonie, Amsterdam 1991
- Grondstewardess, De Harmonie, Amsterdam 1996 (премия Яна Камперта)
- Eskimoteren, De Harmonie, Amsterdam 2000
- Zacht gat in broekzak, De Harmonie, Amsterdam 2005
- Flitsleemte, De Harmonie, Amsterdam 2009
- Likmevestje, De Harmonie, Amsterdam 2011
- Walsen, De Harmonie, Amsterdam 2012 (проза)